# Opera listata

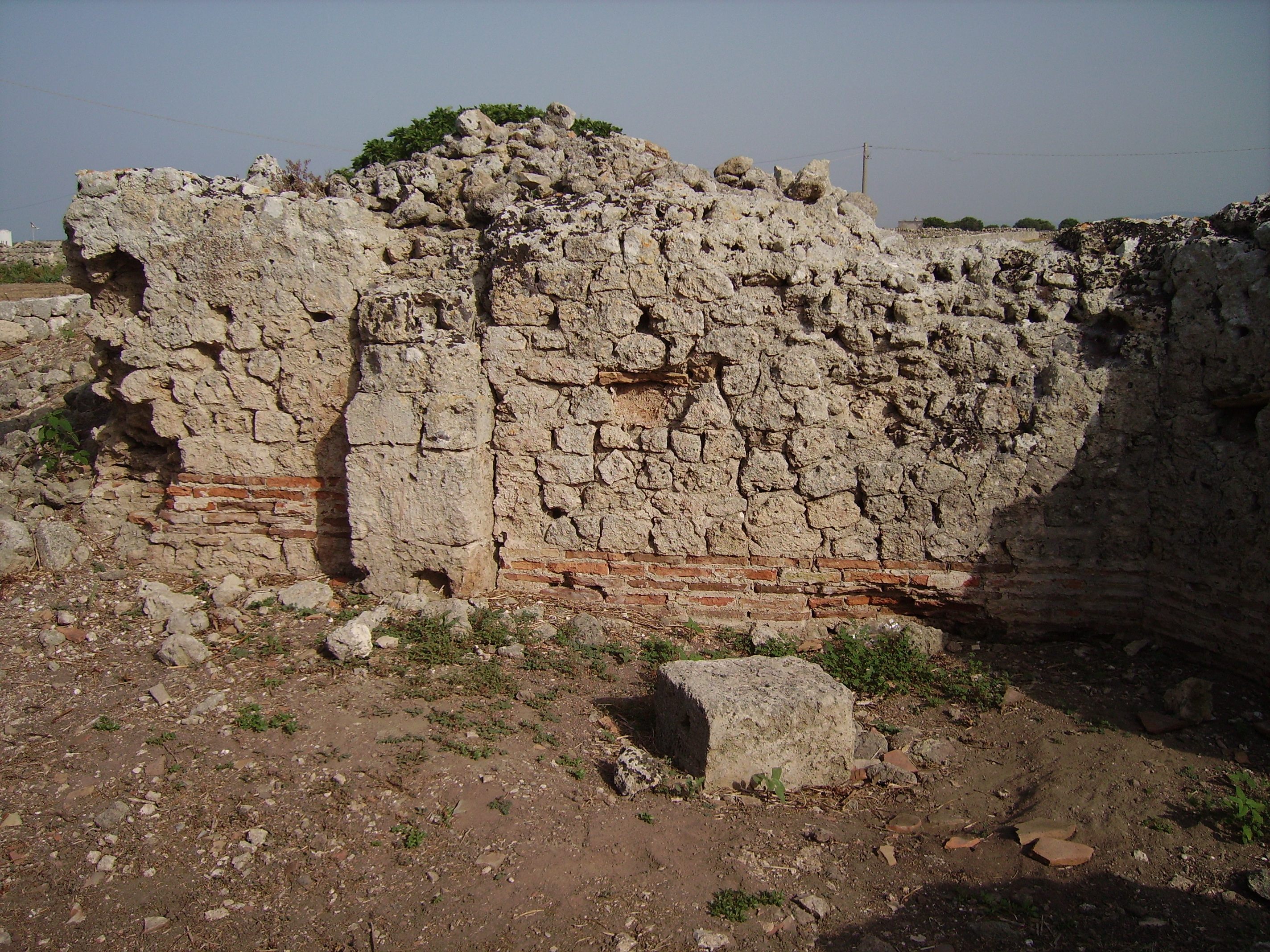
Opera mista con opera listata ad Egnazia

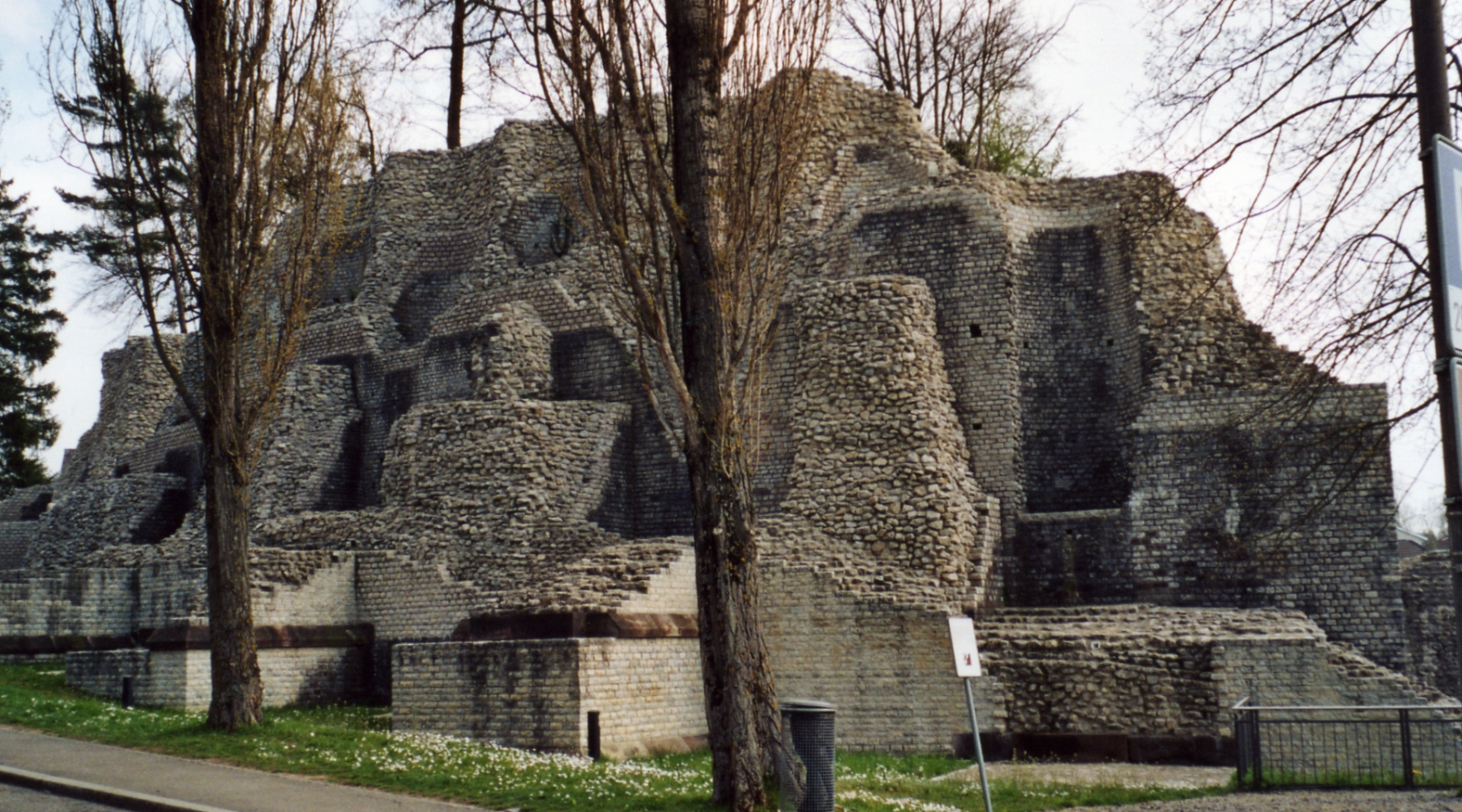
Il teatro di Augusta Raurica. I gradini sono in opus vittatum

L'opera listata o opus vittatum è una tecnica edilizia romana nella quale il paramento del nucleo di cementizio della muratura è costituito da filari di laterizi alternati a filari di altri materiali (specialmente blocchetti di tufo poco più grandi dei mattoni nelle costruzioni della città di Roma e dintorni a partire dal IV secolo).
La tecnica era utilizzata anche in precedenza in costruzioni fuori da Roma, con paramenti in filari di laterizi alternati a strati di pietrame di forma più o meno regolare, con l'utilizzo di materiali disponibili sul posto.
A Roma sono in opera listata le aggiunte massenziane, degli inizi del IV secolo, alle Mura aureliane (271-274) costruite con ricorsi orizzontali di mattoni e blocchetti di tufo.